# Sex with Brody
Sex with Brody es un programa de entrevistas estadounidense que se estrenó el 10 de julio de 2015 en E!. Anunciado en abril de 2015, el programa cuenta con la personalidad de televisión Brody Jenner, la actriz Stevie Ryan y el terapeuta de relaciones Dr. Mike Dow mientras discuten varios temas relacionados con el sexo y las relaciones.
La serie de cuatro episodios es un programa de entrevistas basado en la serie de podcasts The Brody Jenner Podcast With Dr. Mike Dow, que se lanzó en enero. Cada episodio cuenta con un invitado famoso que se une a la conversación y comparte su experiencia personal.

## Episodios
| N.º en temp.                                               | Título       | Fecha de emisión original | Audiencia (millones) |
| ---------------------------------------------------------- | ------------ | ------------------------- | -------------------- |
| 1                                                          | «Episodio 1» | 10 de julio de 2015       | 0.31                 |
| Invitada: actriz y cantante Christina Milian               |              |                           |                      |
| 2                                                          | «Episodio 2» | 17 de julio de 2015       | 0.17                 |
| Invitada: actriz y modelo April Rose Haydock               |              |                           |                      |
| 3                                                          | «Episodio 3» | 24 de julio de 2015       | 0.25                 |
| Invitada: actriz y modelo Nadine Velazquez                 |              |                           |                      |
| 4                                                          | «Episodio 4» | 31 de julio de 2015       | 0.16                 |
| Invitada: modelo y personalidad de televisión Joanna Krupa |              |                           |                      |

## Recepción
La serie ha recibido críticas negativas de los críticos de televisión. Amy Amatangelo de The Hollywood Reporter criticó el programa por ser demasiado misógino. Amatangelo dijo: «Si quieres escuchar a Brody Jenner hablar sobre su vida sexual mientras insulta y degrada a las mujeres de manera intermitente, entonces Sex With Brody es para ti. Para el resto de nosotros, hay muchos otros programas de televisión».
David Hinckley, que escribe para el New York Daily News, dijo que el programa «tiene algunas frases divertidas, junto con información útil del Dr. Mike». Sin embargo, también agregó: «Pero el verdadero objetivo de cualquier programa de entrevistas sexuales, seamos honestos, son las emociones baratas. Sus anfitriones o personas que llaman crean momentos de '¡Amigo, no puedo creer que alguien haya dicho eso en la televisión!'». Hinckley continuó escribiendo que el programa se hizo mejor 30 años antes por la terapeuta sexual Dra. Ruth.

## Transmisión
Sex with Brody se estrenó el 10 de julio de 2015 en los Estados Unidos en E! a las 10:30/9:30 p. m. ET/PT, siguiendo la serie de información y entretenimiento The Soup. El programa se emitió todas las semanas los viernes por la noche y concluyó el 31 de julio de 2015. La serie también se transmitió en versiones locales de la red en todo el mundo; la serie se estrenó en Australia y Nueva Zelanda el 2 de agosto en E! y el 19 de julio de 2015 en el Reino Unido.